# Parti général des travailleurs
Le Parti général des travailleurs (PGT) est un ancien parti politique brésilien fondé en 1995 par un groupe de dirigeants de la CGT brésilienne. En 2002, le PGT apporte son soutien à la candidature présidentielle d'Anthony Garotinho.
Faute d'obtenir des résultats électoraux consistants, le PGT choisit en 2003 de se saborder et rejoint le Parti libéral.